# Ecuația lui Pell
John Pell-matematician englez-a trăit între anii 1610 și 1685. Ca lucrare mai importantă a sa cităm ”Controverse asupra adevăratei măsuri a cercului ( apărută la Amsterdam în 1647) , în care el aduce câteva contribuții notabile la dezvoltarea trigonometriei. 
Care este istoria acestei ”Ecuații Pell?”
Cunoscutul matematician francez Pierre Fermat (1601-1665) pune unui prieten al său , Frenicle de Bessy (1602-1675) următoarea problemă:” Dacă a este un număr întreg care nu este pătrat perfect, există soluții întregi (x,y)  ale ecuației ax2 +1= y2  ? ” ( Fermat, 1657). Cum Frenicle nu reușește s-o rezolve, Fermat răspândește o ”circulară” cu această problemă, aducând-o astfel la cunoștința lumii matematice a vremii sale.
Doi matematicieni britanici- lordul W. Brouncker (1620-1684) președinte al Societății Regale de Științe (Royal Society- Academia de Științe a Marii Britanii ) și nu mai puțin celebrul John Wallis ( 1616-1703) rezolvă independent problema lui Fermat. Soluția a apărut publicată în 1658.
Fermat afirmase-fără să demonstreze-că ecuația are soluții. Wieleitner [ 39 p.76] menționează că vechii greci au rezolvat unele cazuri particulare și că indienii au dat ” o soluție genială”, dar fără justificarea teoretică necesară.  
Lucrurile păreau uitate, până când marele Euler, aproape opt decenii mai târziu, a început să se preocupe de ecuațiile diofantice, fiindcă putem considera ecuația lui Fermat drept diofantică de ordinul II. Euler arată ( în 1732) procedeul de deducere al unei infinități de soluții întregi ale ecuației ax2 +bx+c= y2  ( deci ecuația Fermat se obține pentru b=0 și c=1) dacă se cunoaște o soluție a sa.
Ceva mai târziu, Lagrange ( în 1769) tratează cazul general:
ax2 +bxy+cy2 +dx+ey+f = 0 și analizează soluția dată de Wallis pentru cazul b=0, c=-1, d=0, e=0, f=1, adică tocmai pentru ecuația propusă de Fermat.
În mod curios, în lucrările sale, Euler numește ecuația ax2 +1= y2 drept ”ecuație a lui Pell” și datorită autorității sale de necontestat, de-atunci încolo, ecuația propusă de Fermat a primit numele lui Pell-deși în lucrările acestuia din urmă nu apare în nicio pagină vreo referire la o astfel de problemă
Desigur, Euler a fost probabil victima unei confuzii. Cert este că literatura matematică a preluat și perpetuat peste veacuri numele lui Pell.